# Должешть

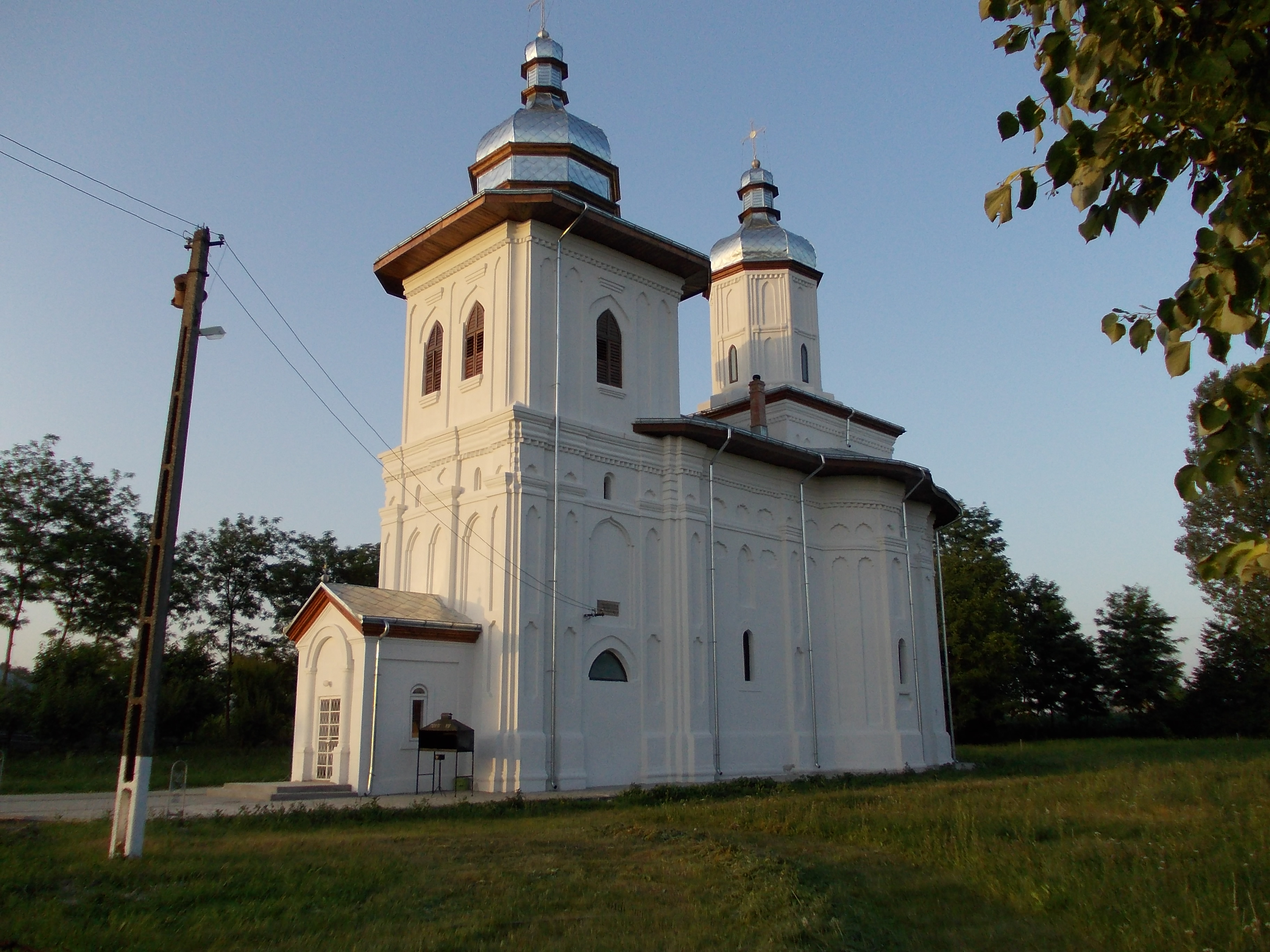

Должешть, Должешті (рум. Doljești) — село у повіті Нямц в Румунії. Входить до складу комуни Должешть.
Село розташоване на відстані 297 км на північ від Бухареста, 47 км на схід від П'ятра-Нямца, 48 км на захід від Ясс.

## Населення
За даними перепису населення 2002 року у селі проживали 1279 осіб, з них 1277 осіб (99,8%) румунів. Рідною мовою 1278 осіб (99,9%) назвали румунську.